# Artimpaza biplagiata
Artimpaza biplagiata är en skalbaggsart som beskrevs av Charles Joseph Gahan 1906.
Artimpaza biplagiata ingår i släktet Artimpaza och familjen långhorningar. Inga underarter finns listade i Catalogue of Life.